# Ängelholm (Gemeinde)
Koordinaten: 56° 15′ N, 12° 52′ O

Ängelholm ist eine Gemeinde (schwedisch kommun) in der südschwedischen Provinz Skåne län und der historischen Provinz Schonen. Der Hauptort der Gemeinde ist Ängelholm.

## Sehenswürdigkeiten
Eine recht originelle Attraktion von Ängelholm ist die sogenannte UFO-Lichtung. An diesem Platz, an dem am 18. Mai 1946 ein UFO gelandet sein soll, steht heute ein Modell einer fliegenden Untertasse aus Beton mit einer Spitze aus Metall.

## Orte
Folgende Orte sind Ortschaften (tätorter):
| - Ängelholm - Hjärnarp - Höja - Margretetorp - Munka-Ljungby | - Skepparkroken - Strövelstorp - Svenstorp - Vejbystrand |

## Gemeindepartnerschaften
Die Gemeinde Ängelholm unterhält Partnerschaften mit der dänischen Gemeinde Høje-Taastrup, der finnischen Ortschaft Maaninka, der lettischen Stadt Dobele und mit der deutschen Stadt Kamen.